# Florence and the Machine
 For alternative betydninger, se Florence (flertydig). (Se også artikler, som begynder med Florence)
Florence and the Machine er et engelsk musikprojekt bestående af sangerinde Florence Welch og en række varierende backing-musikere, som tilsammen udgør The Machine.

## Karriere
Projektet blev fra 2009 udsat for en massiv hype, ikke mindst fra BBC’s Radio 1, som havde stor andel i, at gruppen for alvor markerede sig som en del af den nye lyd dette år. Også musikmagasinet NME bakkede godt op om bandet, der var en del dette års NME Award Tour, hvor de var support for White Lies, Friendly Fires og Glasvegas. Florence and the Machine vandt desuden i februar dette år Critics Choice Award ved årets Brit Awards foran navne som White Lies og Little Boots.
Debutalbummet Lungs kom på gaden den 6. juli 2009 og blev rost til skyerne af den engelske presse. Albummet toppede på en andenplads på den engelske albumhitliste, kun overgået af Michael Jackson, og blev desuden nomineret til dette års Mercury Prize. På Lungs arbejdede Florence and the Machine med producer Paul Epworth (Bloc Party, Maximo Park, Kate Nash), James Ford fra Simian Mobile Disco og Steve Mackey (tidligere medlem af Pulp).
Deres singleudspil, "You’ve Got The Love", er en coverversion af sangen med The Source og Candi Staton fra 1991. Nummeret er en favorit hos gruppen, som gentagne gange spillede sangen på diverse engelske musikfestivaler i både 2008 og 2009 og desuden også gav det som ekstranummer, da de gæstede Danmark i oktober måned 2010.
Florence and the Machine har også lavet sangen "Breath Of Life" som er med på soundtracket til Snow White and the Huntsman fra 2012.

## Medlemmer
Nuværende medlemmer
- Florence Welch – forsanger, percussion (2007–nu)
- Isabella Summers – keyboards, baggrundsvokal (2007–nu)
- Robert Ackroyd – lead guitar, baggrundsvokal, bas (2007–nu)
- Tom Monger – harpe, xylofon, percussion, baggrundsvokal (2007–nu)
- Cyrus Bayandor – bas (2018–nu)
- Aku Orraca-Tetteh – percussion, baggrundsvokal, keyboards (2018–nu)
- Dionne Douglas – violin, baggrundsvokal, guitar (2018–nu)
- Loren Humphrey – trommer (2018–2022, 2022–nu)

Tidligere medlemmer
- Christopher Lloyd Hayden – trommer, percussion, baggrundsvokal, guitar (2007–2018)
- Mark Saunders – bas, baggrundsvokal (2009–2018)[1]
- Rusty Bradshaw – keyboards, rytmeguitar, baggrundsvokal (2011–2018)[1]
- Hazel Mills – keyboards, baggrundsvokal(2018–2022)
- Sam Doyle – trommer (2022)

## Diskografi
- Lungs (2009)
- Ceremonials (2011)
- How Big, How Blue, How Beautiful (2015)
- High as Hope (2018)
- Dance Fever (2022)

## Turnéer
- Lungs Tour (2008–2011)
- Ceremonials Tour (2011–2013)
- How Big, How Blue, How Beautiful Tour (2015–2016)
- High as Hope Tour (2018–2019)
- Dance Fever Tour (2022–2023)